# Vladyslav Hevlych
Vladyslav Hevlych (tiếng Ukraina: Владислав Дмитрович Гевлич; sinh 23 tháng 9 năm 1994 ở Sevastopol, Cộng hòa Tự trị Krym, Ukraina) là một tiền vệ bóng đá Ukraina, thi đấu cho FC Dnepr Mogilev.

## Sự nghiệp
Hevlych là sản phẩm của hệ thống trẻ Youth Sport School Sevastopol. Người huấn luyện đầu tiên của anh là Viktor Tkachenko. Sau khi thi đấu ở mọi cấp độ ở FC Sevastopol, anh ký hợp đồng với câu lạc bộ.